# Музей історії Марселя
Музей історії Марселя (фр. Musée d'histoire de Marseille) — історико-археологічний музей в Марселі (Франція).

## Історія
Музей був відкритий в 1983 р. В ньому представлені основні археологічні знахідки, виявлені при розкопках в 1967 р. під час комерційної реконструкції і будівництва торгового центра Centre de la Bourse. Музей, що знаходиться всередині торгового центра, виходить вікнами на сад з законсервованими археологічними рештками класичних валів, портових споруд, некрополя.

## Галерея

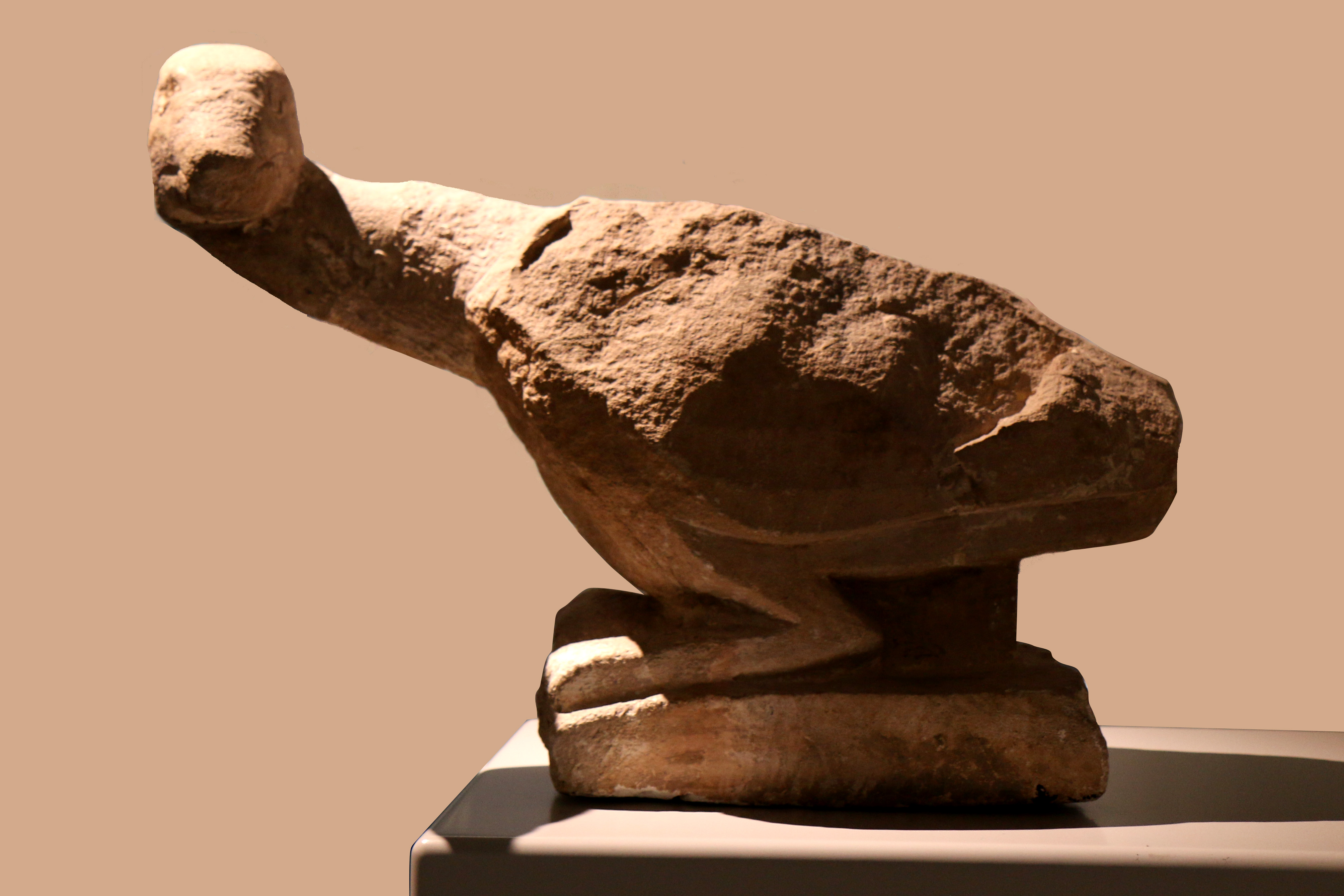
Скульптура хижака
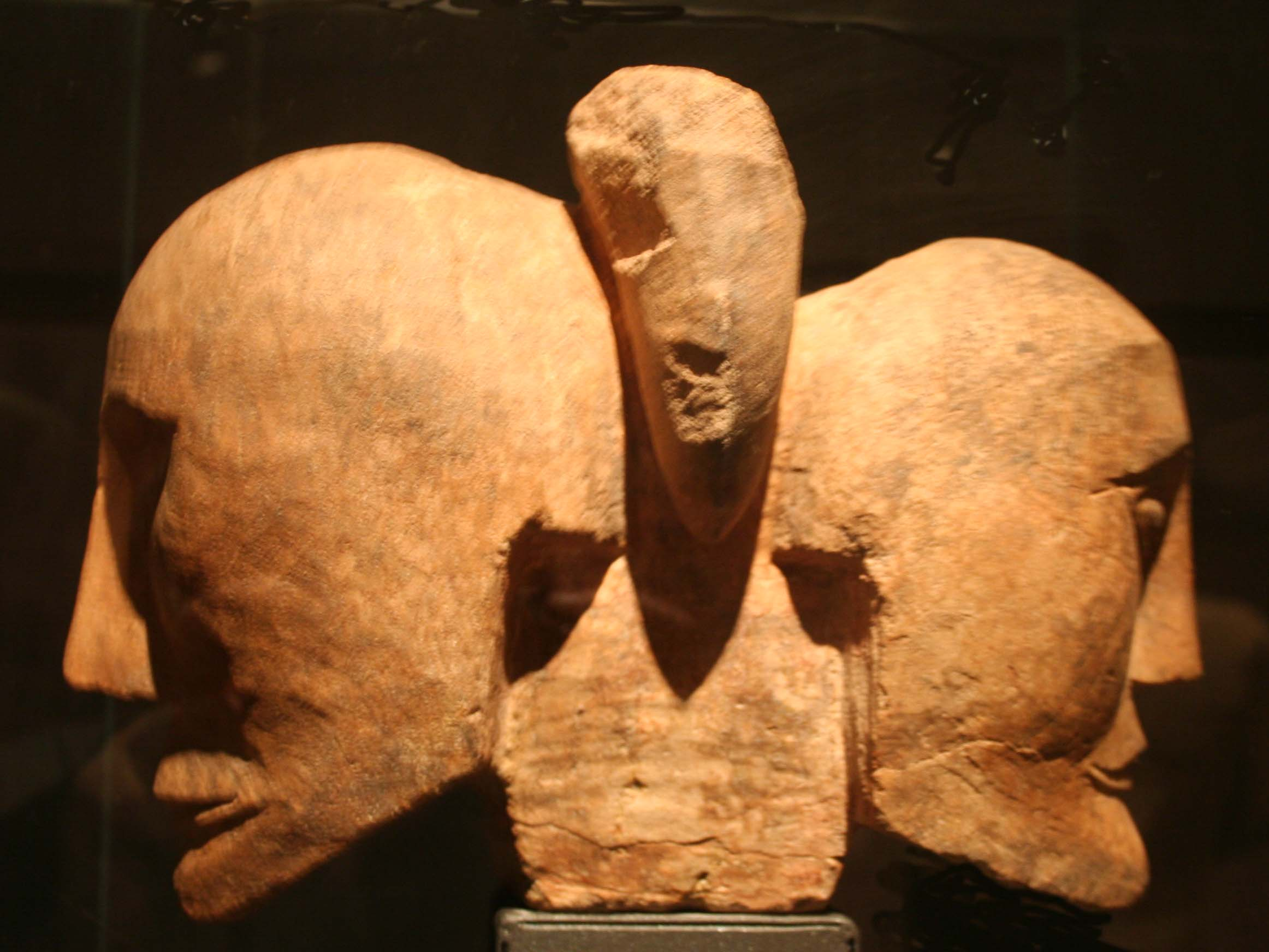
Двоголовий Гермес
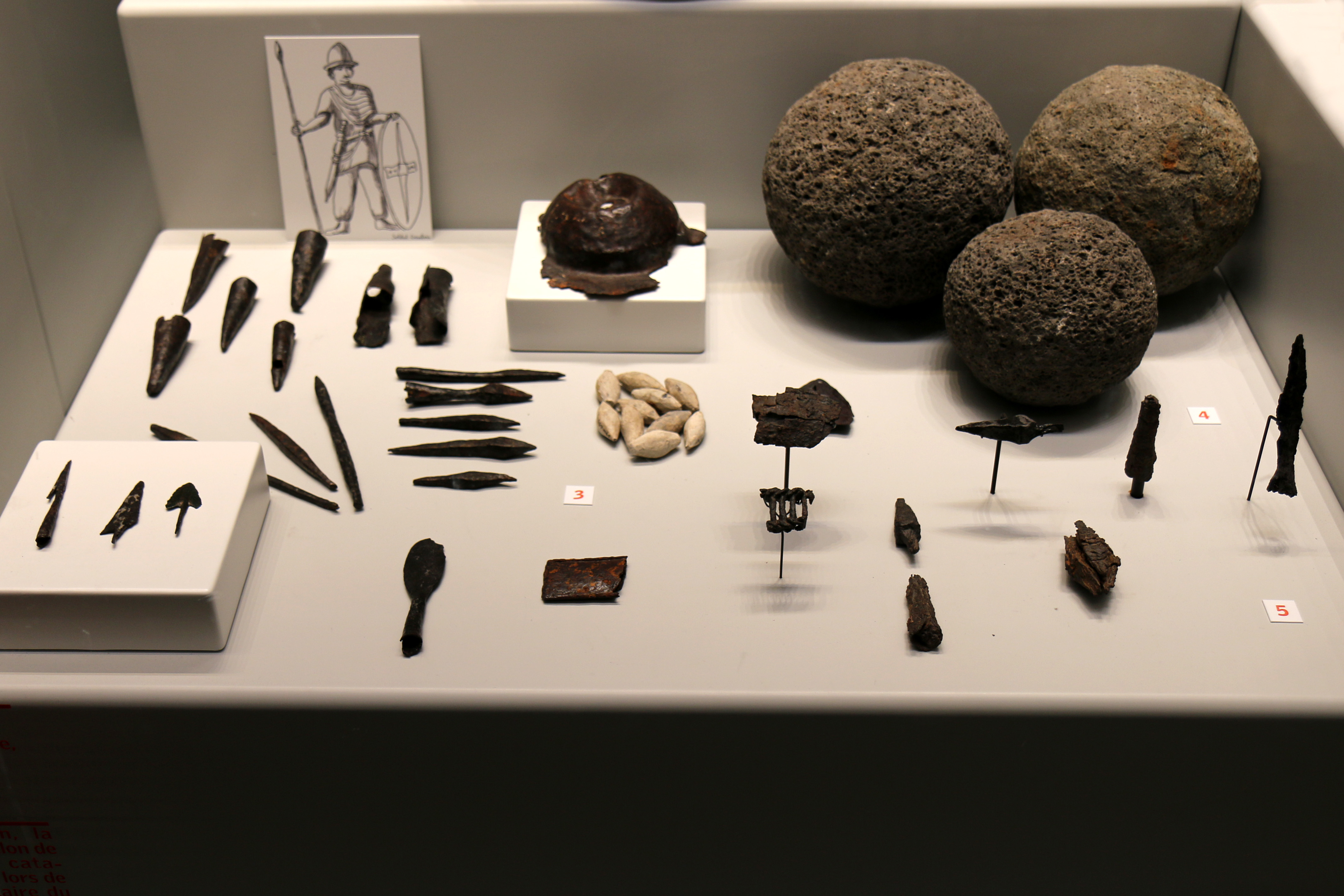
Зброя
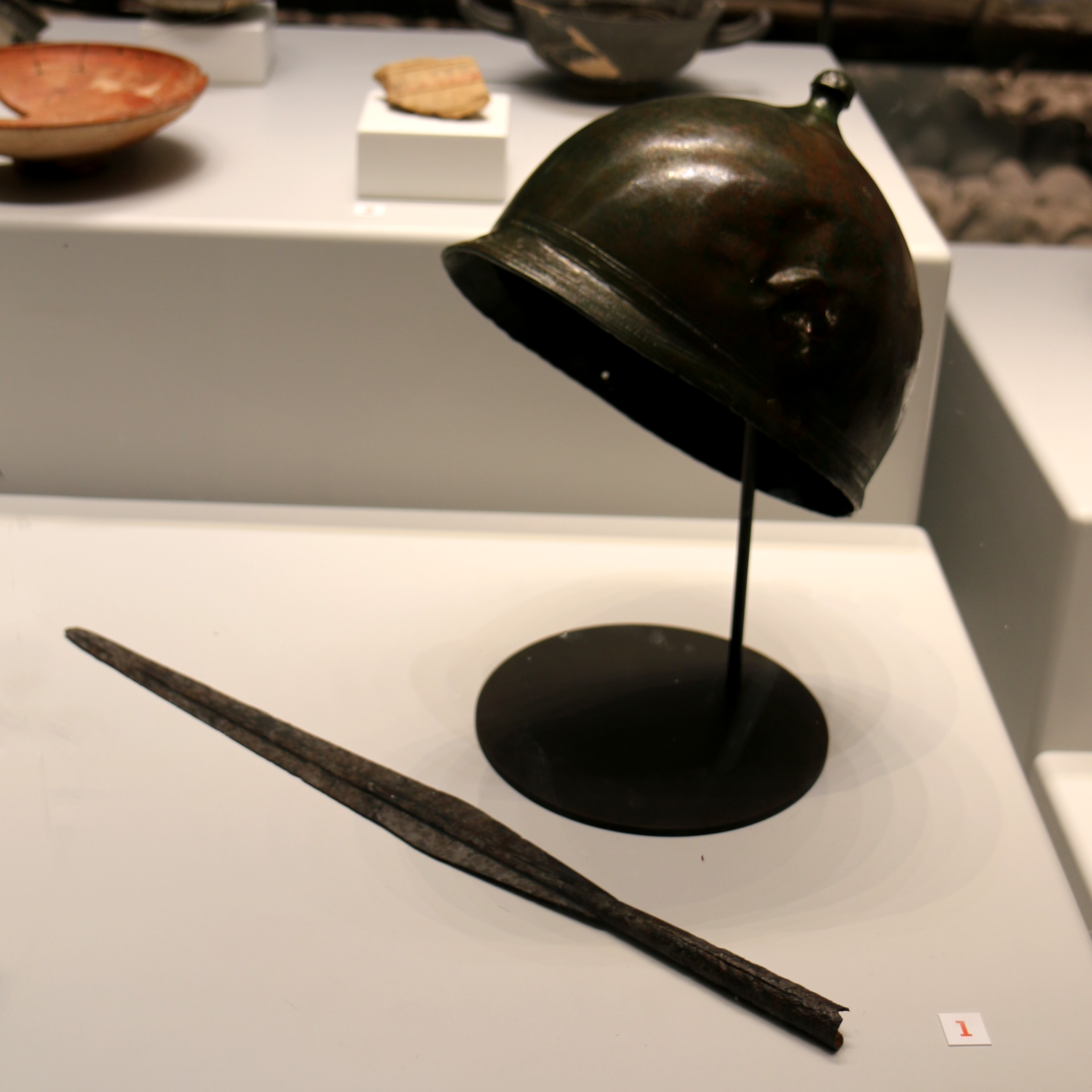
Бронзовий шолом